# オランダ料理
オランダ料理（オランダりょうり、オランダ語: Nederlandse keuken）は、漁業および作物収穫量と家畜を増やすための土地の耕作を含む農業の実践、歴史によって形成された。

## 歴史

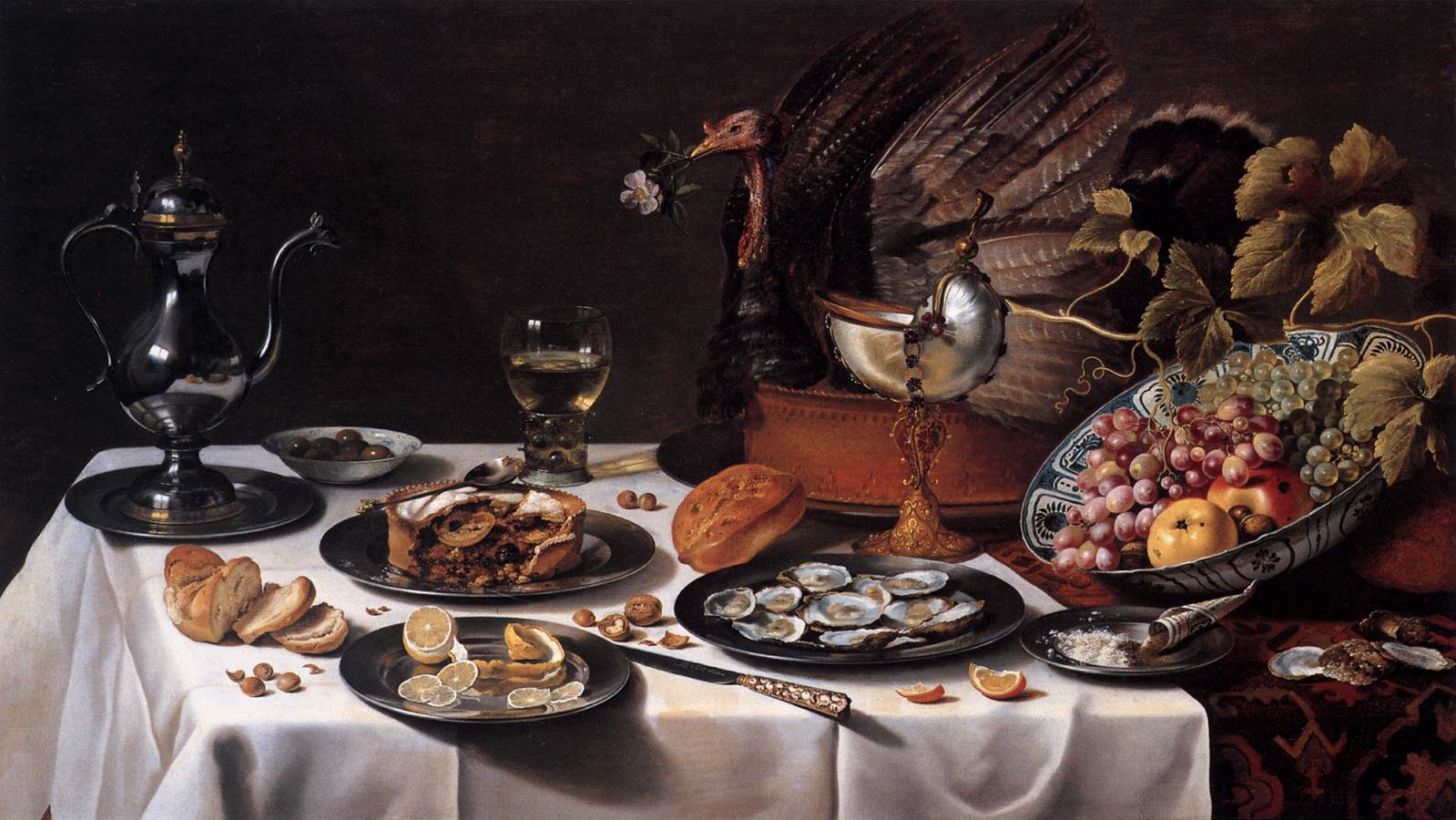
ピーテル・クラースゾーン作の静物画(1627)

オランダの食事は、伝統的にパンとニシンを主とする。18世紀にジャガイモ（16世紀にスペインによりペルーからヨーロッパに伝播）が普及し、1800年までに主要な食品となった。
オランダ料理は歴史的に北部フランス料理と関連が深く、オランダの伝統的レストランおよび南部地方の料理にいまだ残っている。15世紀に高級料理のコースが始まり、上流階級にほとんど限定されていたが、17世紀以降にこのような様々な種類の果物、チーズ、肉、ワイン、およびナッツからなる料理が裕福な市民にも広まった。
国民の料理は20世紀のオランダの困窮時に、非常に乏しくなった。大衆教育が始まると、非常に多くの女子が新たな学校、Huishoudschool（家政学校）に入った。そこでは、若い女性が家庭内労働者になるための訓練を行い、安価な料理と質素な食事の実習が主な教科内容であった。より伝統的なオランダ料理を基に手順が少しずつ変わることが多かった。

## 地域別料理
今日の料理本では、オランダ料理は3つの一般的地域に区分される。

### オランダ北東部料理

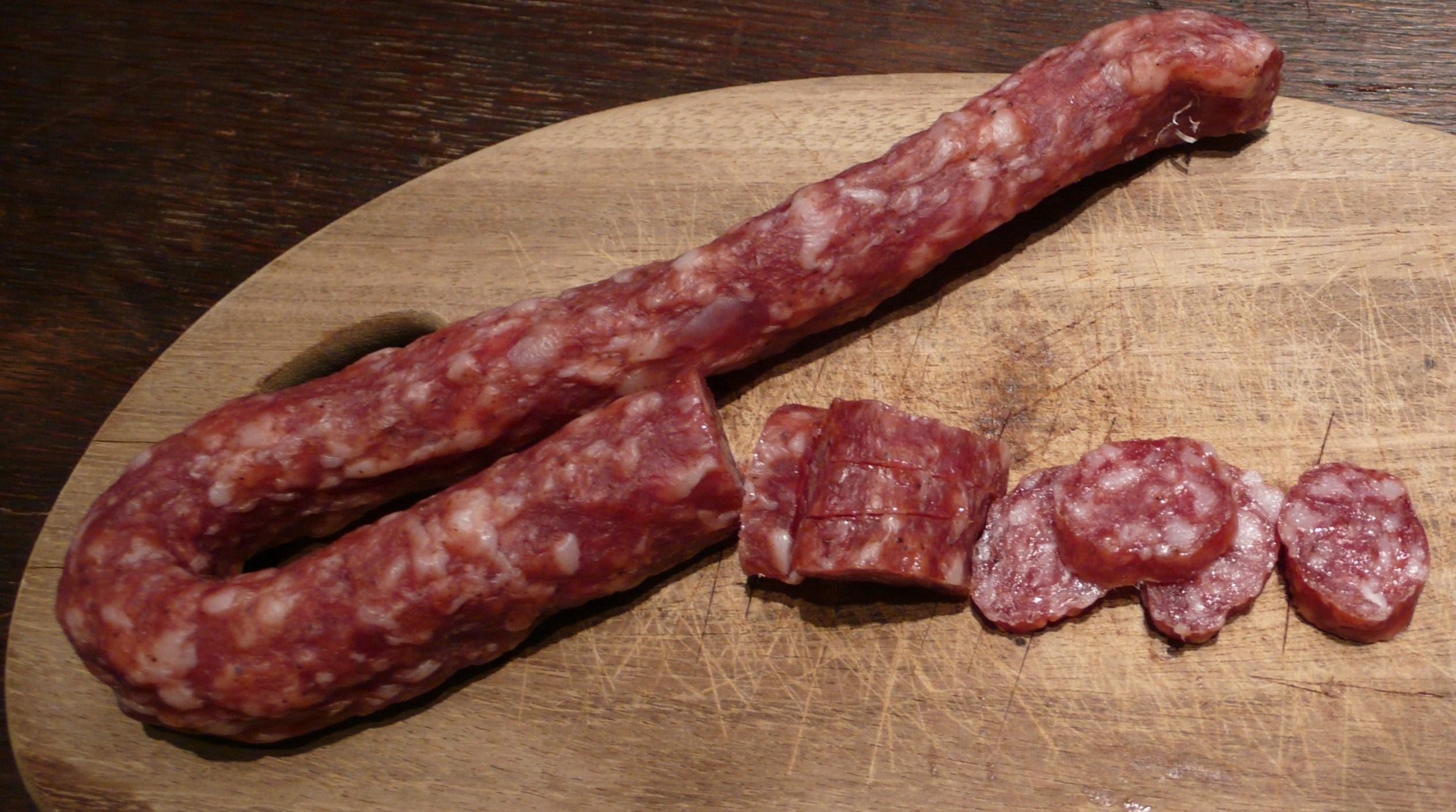
フローニンゲンのメトヴォルスト

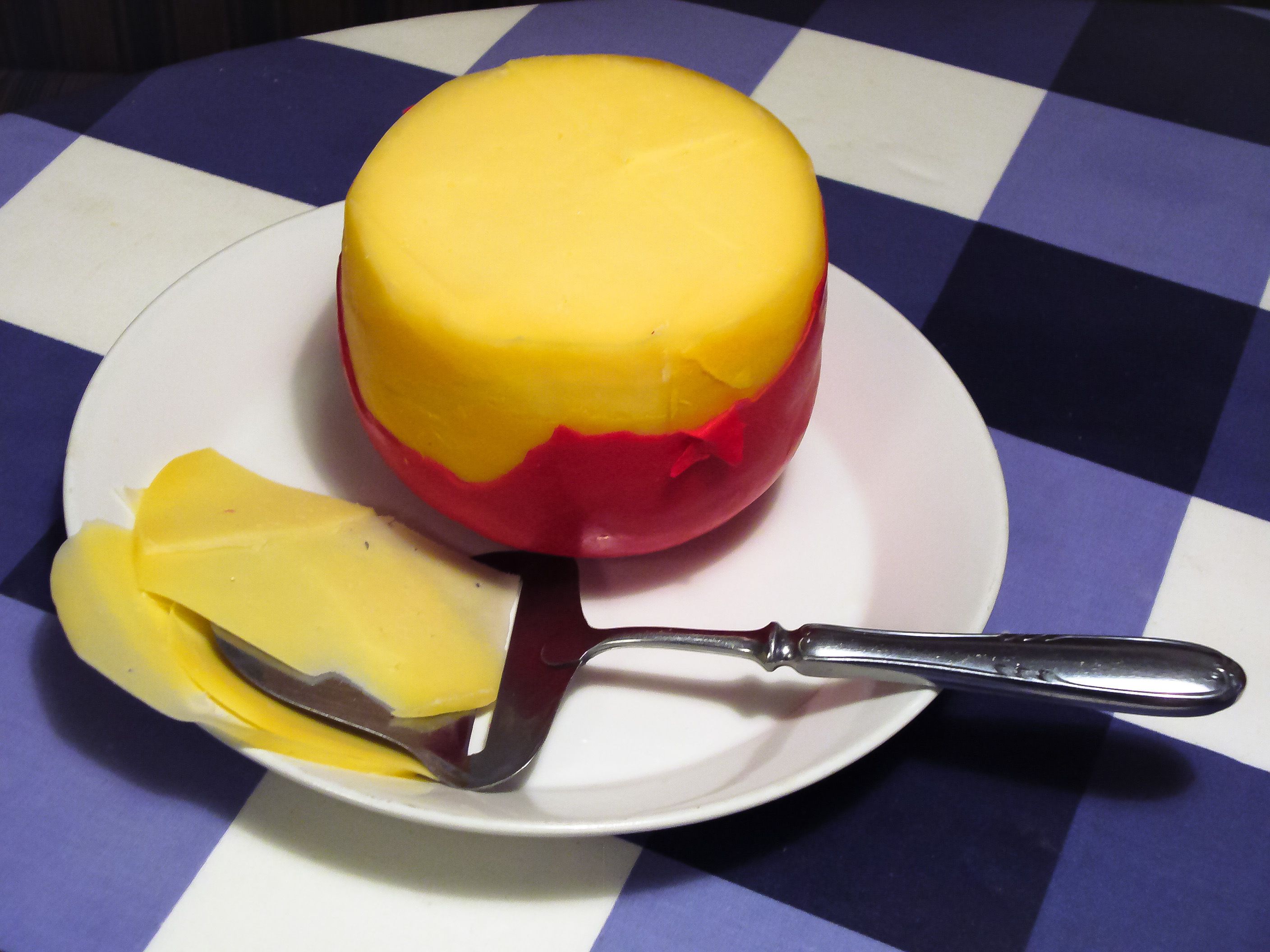
小さなエダムチーズ

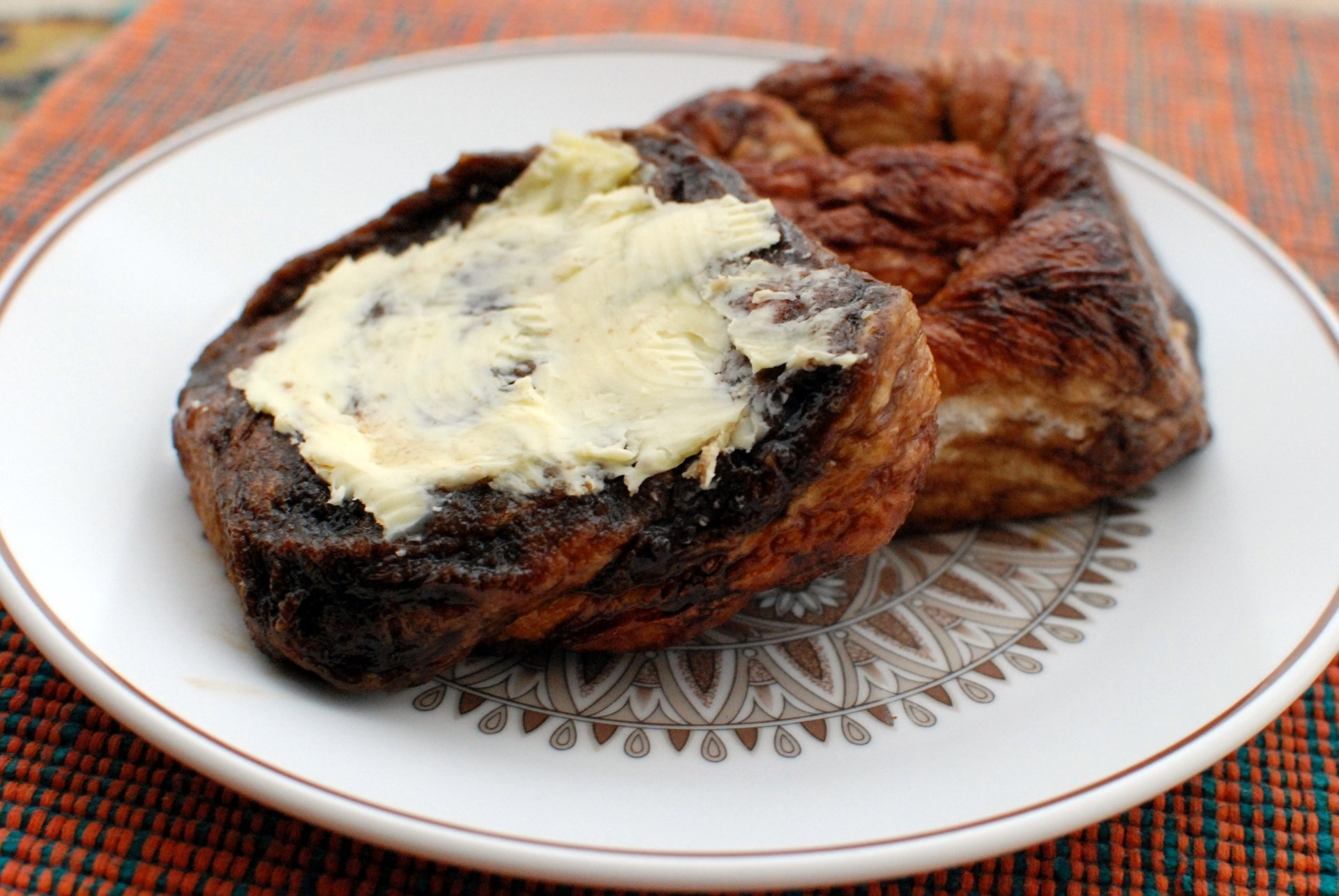
ゼーウスボールスのバター添え

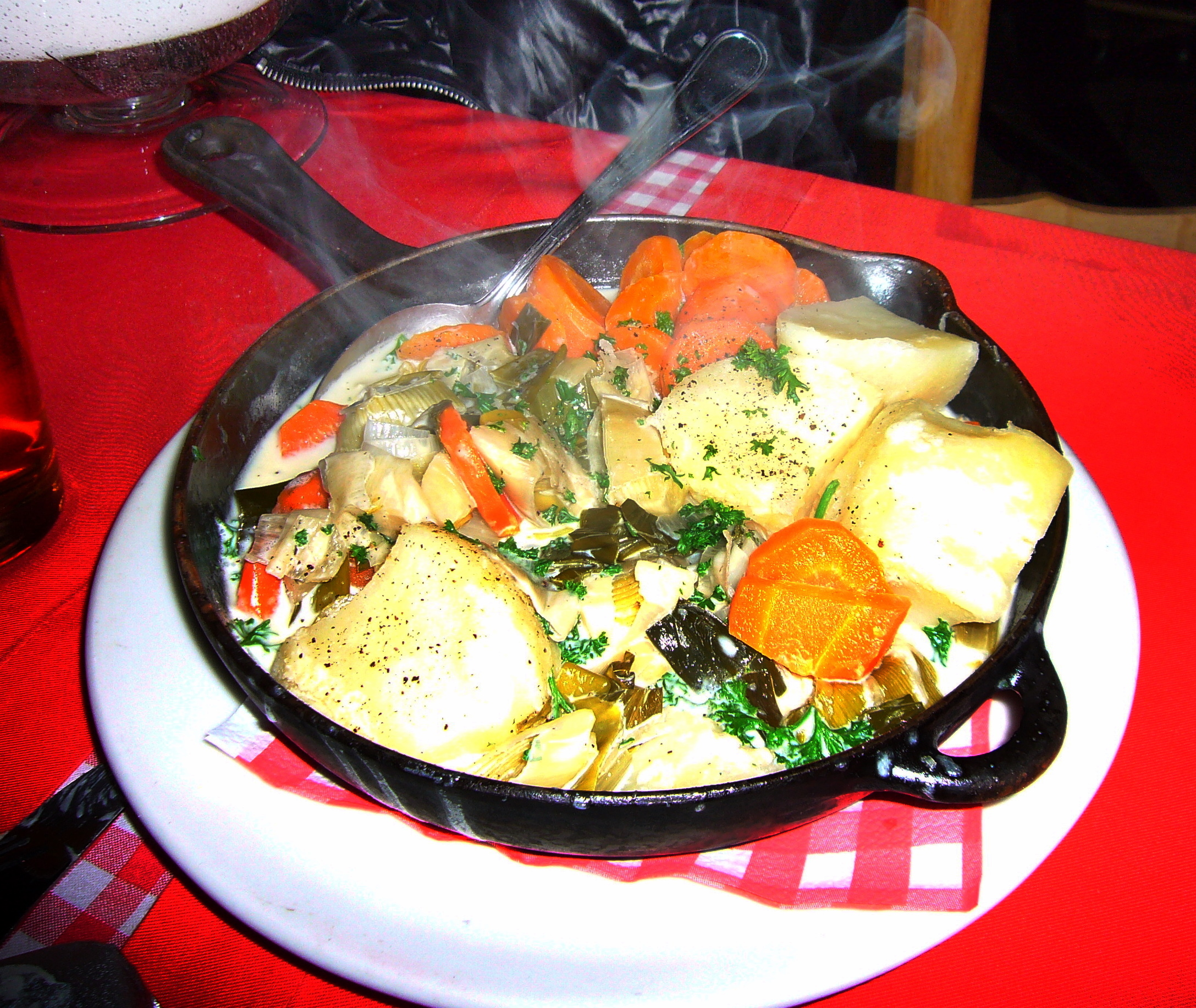
シチューの一種、ワーテルゾーイ

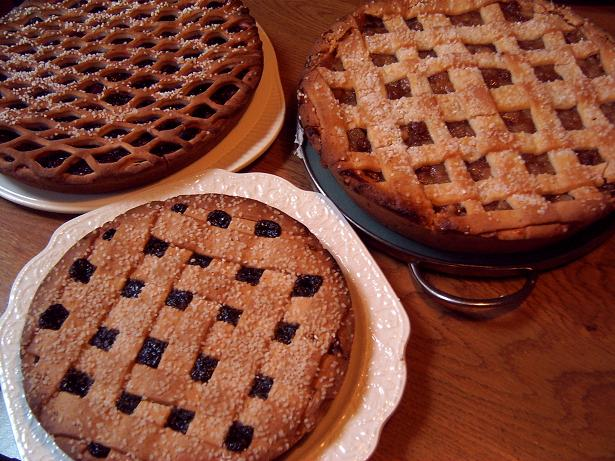
リンブルフスフラーイ

オランダの北東部、おおよそフローニンゲン州、フリースラント州、ドレンテ州、オーファーアイセル州、および大河川地帯 (Grote rivieren) のヘルダーラント州北部に該当する地域においてオランダ北東部料理を形成する。
この地域はオランダで最も人口密度が低い場所であり、歴史的に最も発展が少ない地域でもある。大規模農業が遅れた（18世紀）ため、多くの種類の肉料理が一般に知られるようになった。相対的な農地不足によりジビエ、畜産が豊富であり、フリースラント州、フローニンゲン州の沿岸部およびオーファーアイセル州のアイセル湖沿岸では魚もまた豊富である。
オランダのソーセージ、メトヴォルストの一種である様々なドライソーセージがこの地域全体で作られ、非常に強い風味が高く評価されている。ほとんどの町や村には地域独特のドライソーセージがある。この地域ではまた、伝統的な燻製ソーセージが生産され、（ヘルダーラント州の）ロークウォルスト (Rookworst) が最も有名である。これらのソーセージは、伝統的に木材のチップで燻製され、茹でて供される。このソーセージには多くの脂が含まれ、肉汁が多い。大きいソーセージはスタンポットやヒュッツポットまたはズールコールを添えた料理として、小さなものはストリートフードとして食される。
この地域はまた多くの種類のペイストリーやクッキーの産地である。柔らかくしっとりとしたオランダ南部料理とは対照的に、北東部のペイストリーは食感が堅くショウガや肉片で強く風味付けされている。クラウドクック（Kruidkoek、フローニンゲンクックなど）、Fryske dúmkesや小さな甘くないパンケーキ（スペックディック、spekdikを含む）が典型的とされる。
アルコール飲料については、この地域では（ベーレンブルグ (Beerenburg) のような）ビターズや度数の高い酒が、全国で一般的なビール（ジェネヴァ (Jenever) を除く）よりも多いことで有名である。

### オランダ西部料理
北ホラント州、南ホラント州、ゼーラント州、ユトレヒト州、およびヘルダーラント州のベートゥヴェ地方 (Betuwe) がオランダ西部料理が作られる地域を形成する。この地域はゴーダチーズやライデン（Leyden cheese、クミン入りのチーズ）、エダムチーズ（伝統的に小さく丸い形）、レアダマ (Leerdammer) 、ベームスター（ベームスター干拓地産）といった著名なチーズを含む多くの乳製品、北ホラント州のザーンスタット近郊におけるマヨネーズとマスタードで知られている。
ゼーラント州および南ホラント州では大量のバターを生産し、他のヨーロッパ地域のほとんどのバター類の乳脂肪分総量よりも多くの量である。バター生産工程の副産物であるバターミルクもまた、この地域特有と考えられる。
ニシン（生食用）、ムール貝、ヨーロッパウナギ、カキ、エビといった魚介類がこの地域特有で広く食されている。白身魚を小さく切って衣で揚げた料理、キベリン (Kibbeling) は地域の名物であったが、全国的なファストフードとなった。
この地域のペイストリーは柔らかい傾向があり、キャラメル、粉砂糖、砂糖漬けのいずれかで多くの砂糖が加えられる場合が多い。現在のオリーボーレンやゼーウスボールスが良い例である。クッキーも数多く作られ、たっぷりのバターや何らかのフィリング（主にアーモンド）入りである場合が多い。
この地域で伝統的なアルコール飲料はビール（度数の強いペールラガー）およびジュニパーで香り付けした強いスピリッツのジェネヴァである。伝統的なオランダのアルコール飲料の傾向に対して非常に例外的な、卵、砂糖およびブランデーで作る濃厚でクリーム状のリキュール、アドヴォカートはこの地域が原産である。

### オランダ南部料理
オランダ南部料理は、オランダの北ブラバント州、リンブルフ州、およびベルギーのフランデレン地域の料理で構成される。多くの濃厚なペイストリー、スープ、シチューが有名であり、中世のネーデルラントを支配し、その卓越した響宴で有名な裕福なブルゴーニュ公国宮廷に由来するオランダの成句、Burgundianと呼ばれることが多い。
オランダで高級料理が発展した唯一の地域であり、伝統的オランダ料理レストランのほとんどの基礎を形成した。その一つであるメインコースでは、豚肉や牛肉の高級部位、ビーフストック（Biefstuk、サーロイン）、ファルケンスハース（Varkenshaas、豚ヒレ）、オッセハース（Ossenhaas、牛ヒレ）が、様々なソースと伝統的なオランダ（またはベルギー）風に2度揚げしたジャガイモを添えて供される。
タマネギ、牛肉および濃いグレービーで作るワーテルゾーイやハーシェ (Hachee) のようなシチューには、多くの風味が含まれ、長時間の調理を必要とする。濃厚に味付けしたストックやブイヨンで作る野菜スープは、様々な種類の野菜と共に小さなミートボールの具が一般的である。アスパラガスとヴィットロフが高く評価されており、伝統的にチーズやハムと共に食される。
ペイストリーは豊富であり、クリーム、カスタード、または果物の濃厚なのフィリング入りであることが多い。リンブルフ州のフラーイ (Vlaai) やブラバント州のモールコップ（Moorkop）とボッシェ・ボル (Bossche bol) といったケーキが典型的なペイストリーである。甘くないペイストリーもあり、ヴォルストブローチェ（worstenbroodje、挽肉ソーセージを巻いたパン）が最も人気である。
この地域で伝統的なアルコール飲料はビールである。トラピストビールからクリークまでの多くの地域ブランドがある。フランス料理のワインと同様に、ビールもまたシチューの調理に使われる。

## 食品
オランダの農漁業はおおよそ5つの分野、耕作 (Tillage) 、温室、果樹園、畜産、漁業で構成される。
- 耕作による作物には、ジャガイモ、ケール、テーブルビート、さや豆、ニンジン、セロリアック、タマネギ、各種のキャベツ、メキャベツ、カリフラワー、エンダイブ、ホウレンソウ、チコリー、アスパラガス、およびレタスがある。近年は「忘れられた」農作物としてスベリヒユ、セイヨウカリン、パースニップ、キバナバラモンジン（キクゴボウ）の促進活動が行われている。
- 温室では、トマト、レタス、キュウリ、ピーマンが作られる。
- 果樹園には、リンゴ、ナシ、サクランボ、ベリー、プラムがある。
- オランダでは、牛乳と肉のためにウシを、卵と肉のためにニワトリを、肉のためにブタを、ウールと肉のためにヒツジを飼う。チーズ生産用にヤギが飼われるようになった。伝統的に馬肉は一般的な料理（ステーキやソーセージ）であったが、現在はあまり人気がない。
- 漁業では、タラ、ニシン、プレイス、ササウシノシタ、サバ、ウナギ、ツナ、サケ、マス、カキ、ムール貝、エビ、およびイワシを水揚げする。オランダは、燻製ウナギと生食のハーリングが有名である。

## 食事の構成

### 朝食および昼食

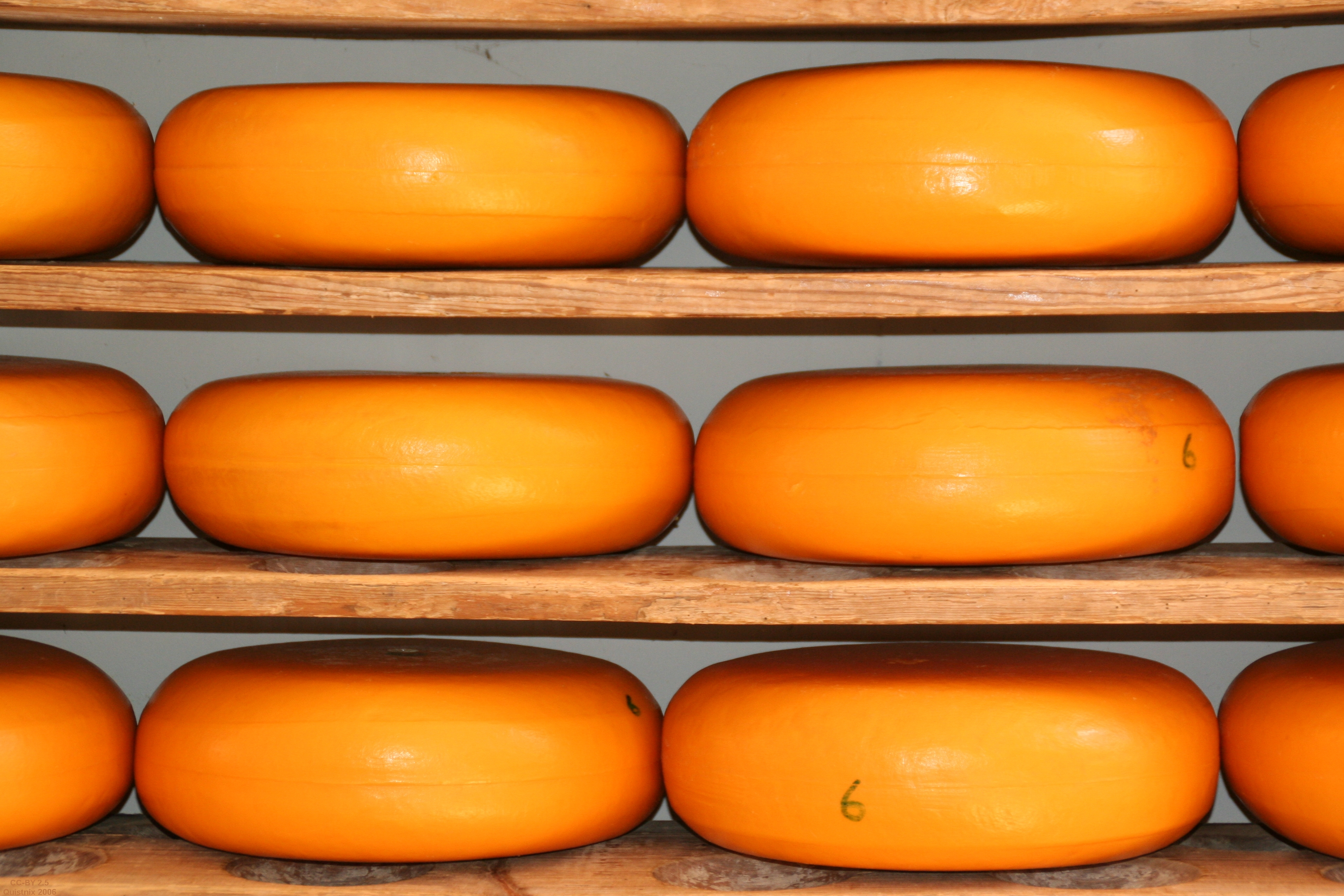
チーズの熟成

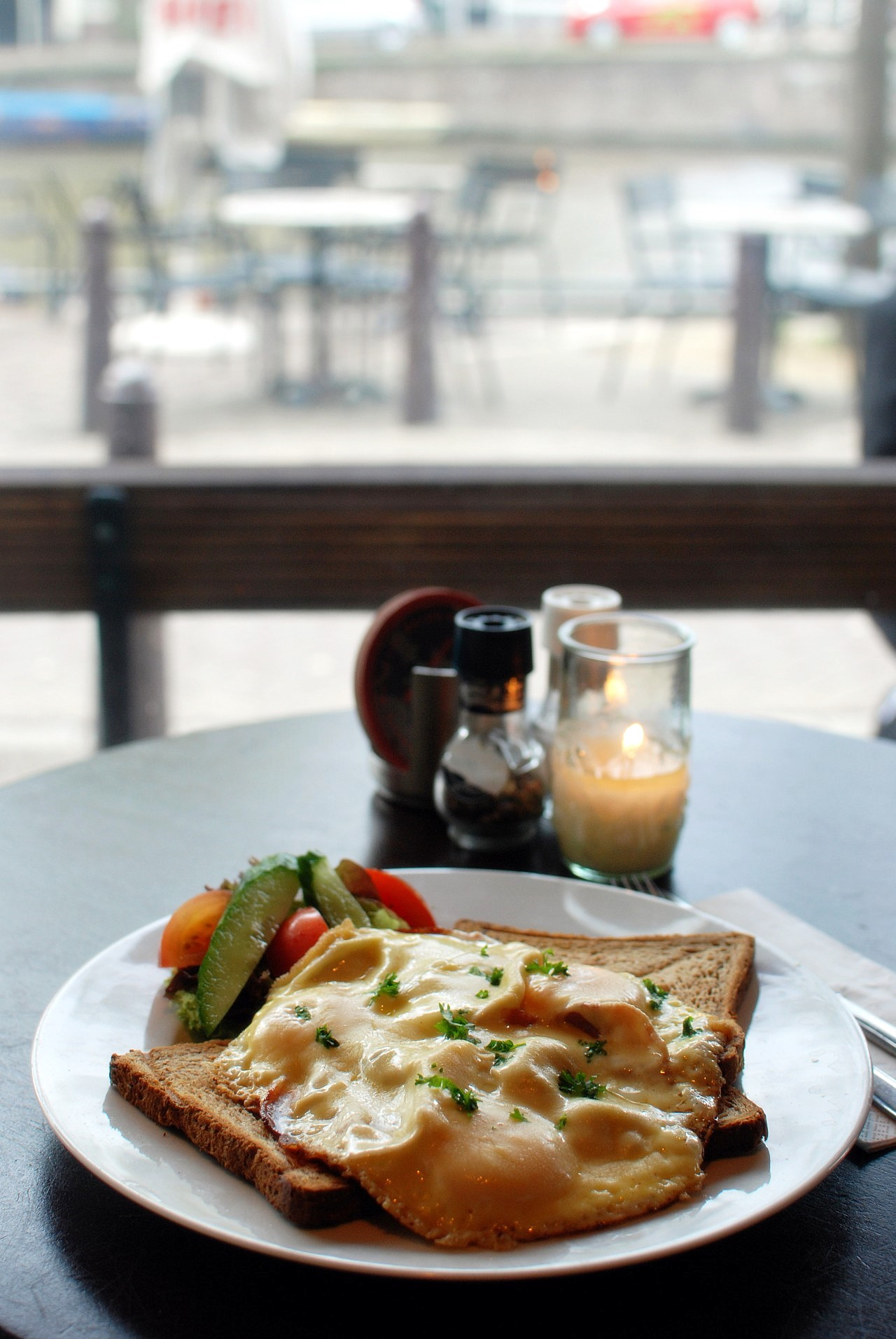
アウツマイター・スペック・エン・カース（Uitsmijter spek en kaas）：複数個の卵で作ったベーコンとチーズの目玉焼き

オランダでは朝食と昼食の相違は少なく、ともに様々なコールドカット（冷肉 vleeswaren）、チーズ、およびハーゲルスラハ (Hagelslag) 、フロッケン、マウシェス (Muisjes) といった甘いトッピングで構成される。チョコスプレッド、トリークル（Treacle、濃厚で濃い茶色のシュガーシロップでstroop：ストロープと呼ばれる）、ピーナッツバター（甘くない）、コンフィチュールも人気である。
オランダは乳製品、特にチーズが有名である。オランダのチーズの大半はセミハードまたはハードチーズであり、ゴーダチーズ、エダムチーズ、ライデン (Leiden cheese) が有名である。典型的なオランダのチーズ製法では最初の工程でハーブや香辛料を加える。有名な例はクローブ（フリースラントのナーヘルカース：nagelkaas）、クミン（ライデンチーズが最も有名）、またはイラクサである。
オランダのパンは酵母生地で作るため、非常に軽い傾向がある。1970年代以降、オランダのパンは主に全粒粉で、ヒマワリやカボチャの種を生地に加えるようになった。ライムギパンはオランダの密度が高いパンの1つである。白パン (Witbrood) は高級品であり、水と牛乳を加えて作る。フリースラントの高級白パンはサウカーブロートであり、生地に大量の砂糖を加えて作る。ケルストストル (Kerststol) は伝統的なオランダのクリスマスパンであり、砂糖、ドライフルーツ、レーズン、レモンやオレンジピールを生地に加えて作られ、薄切りしてバターを塗って食べる。
朝に朝食はとらずに何か食べる場合は、有名なオントバイトクックを食べることが多い。通常小さく切って供され、濃厚な美味しいオランダのバターを塗ることもある。

### ティータイム

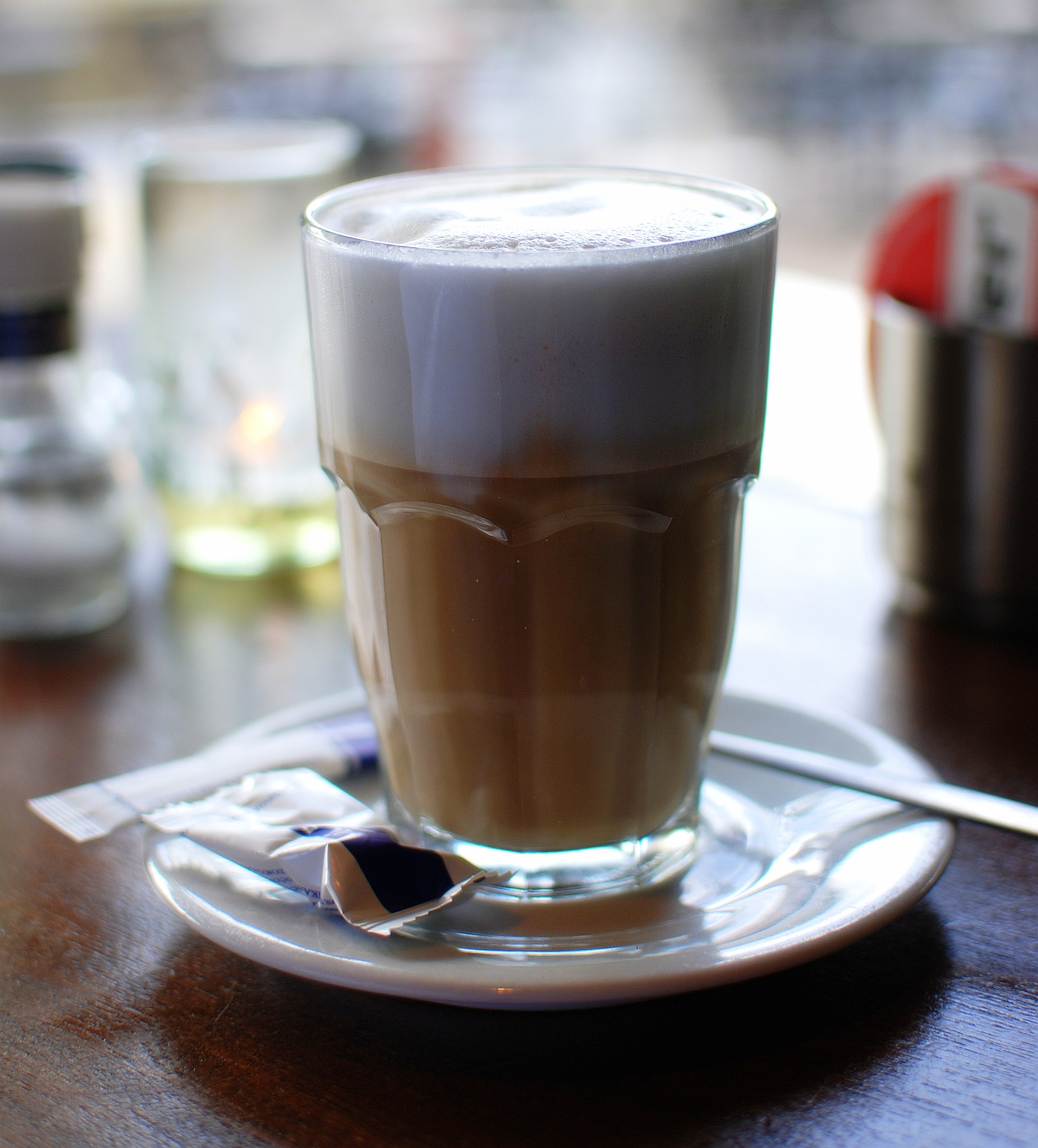
オランダのカフェ・オ・レ、コフィーヴェルキールト/コフィーフェルケード（Koffie verkeerd）

オランダではコフィテイト（koffietijd、コーヒータイム）に友人を招く。10時と11時の間（昼食前）および/または午後7時と8時の間（夕食後）に、コーヒーとケーキまたはビスケットを供する。オランダでは一日中コーヒーや紅茶を飲み、ビスケット1枚を添えて供されることが多い。オランダでは1杯のコーヒーに1枚のクッキーという規則の倹約が有名である。この理由は、プロテスタントの精神とオランダ北部の教育法が考えられる。伝統的に、南部のローマカトリックはこの習慣を持たない。リンブルフでは、訪問客にフラーイ（vlaai、フィリング入りの甘いパイまたはペイストリー）を8等分して供する。
有名なオランダの逸話（真偽不明）では、1940年代後半に当時の首相ウィレム・ドレースの妻がアメリカ合衆国外交官にコーヒーとビスケット1枚を供し、マーシャル・プラン（欧州復興計画、第二次世界大戦後の西欧諸国の強固な基盤を再構築、作成するためのアメリカ合衆国の主要計画）が十分に援助されたと言われている。
カフェ・オ・レもまた非常に普及している。オランダではコフィーヴェルキールト（またはコフィーフェルケード、Koffie verkeerd、「間違った方法のコーヒー」の意味）と呼び、コーヒーとホットミルクを同じ量にして作る。オランダでは紅茶にミルクは入れず、ミルクを加える典型的な英国式の紅茶よりも非常に薄い。他の温かい飲み物にはクヴァスト（kwast）と呼ばれるホットレモネード（レモン果汁のお湯割り）、アニスメルク（anijsmelk、アニス入りホットミルク）がある。秋、冬にはホット・チョコレートやチョコレートミルク (Chocolate milk) が非常に人気である。アニスメルクやクヴァストを飲むことはほとんどなく、人気は失われている。

### 夕食

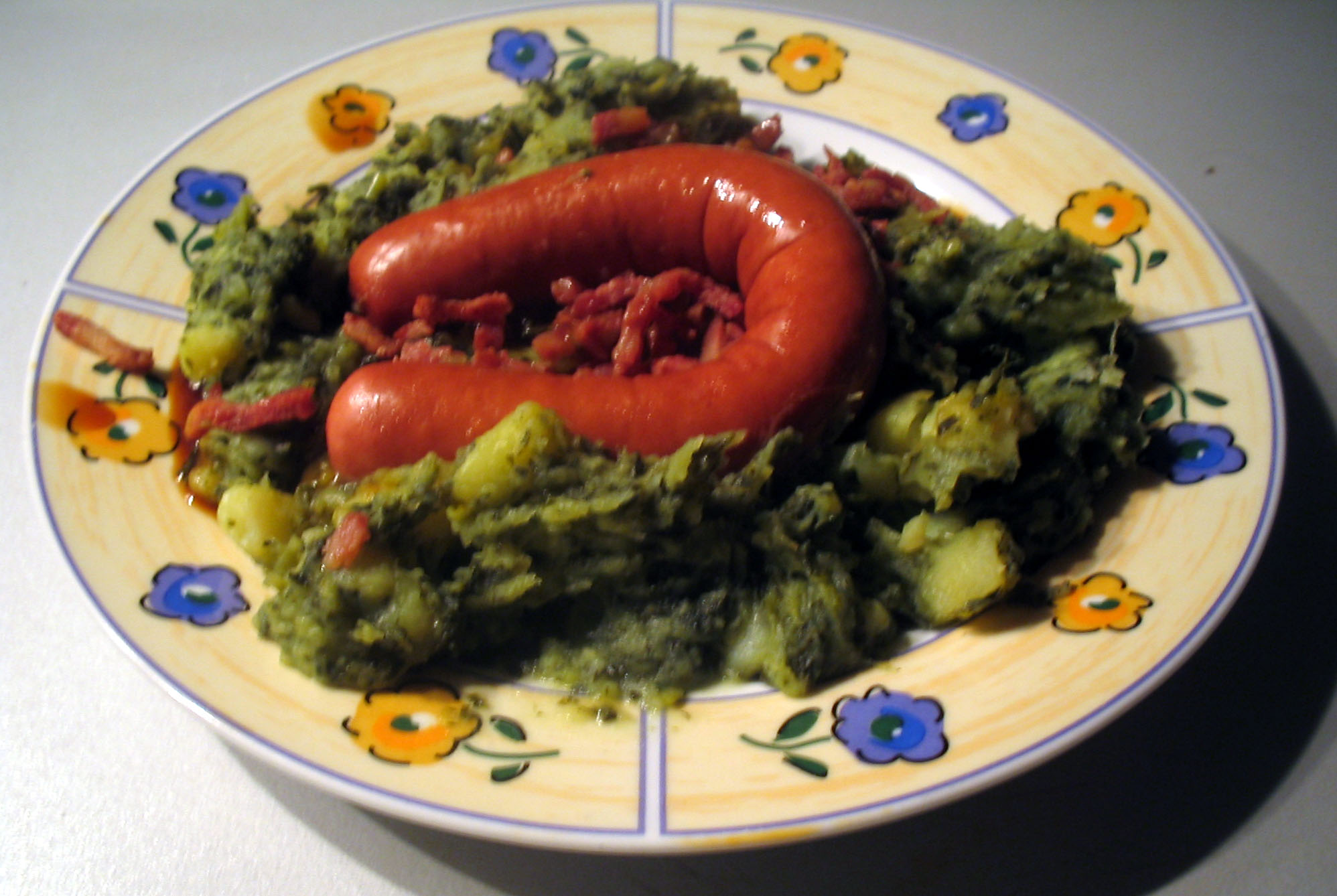
ケールのスタンポット（Boerenkoolstamppot）とルークワーストソーセージ（rookworst）

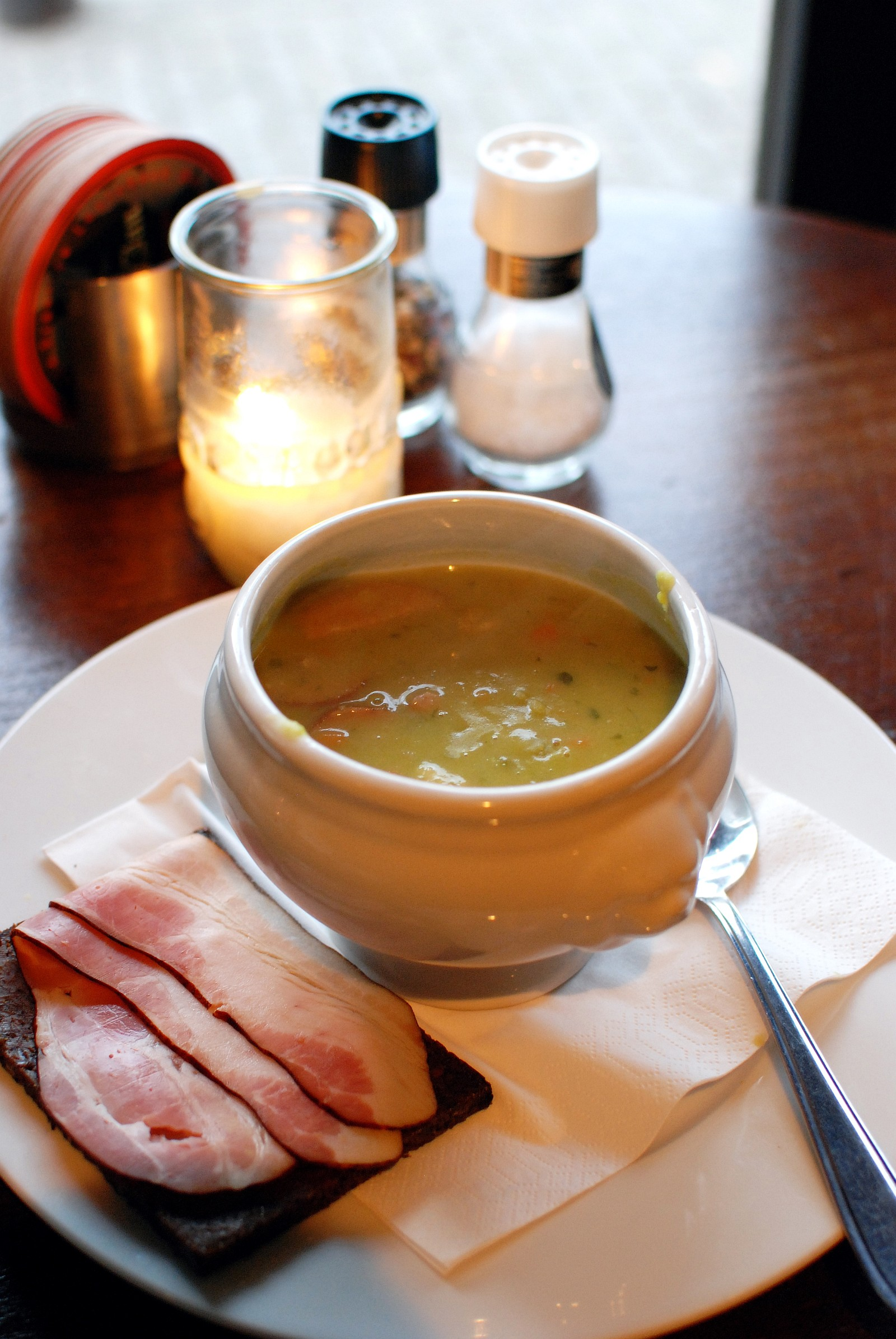
スネルトゥ（Snert）と呼ばれるオランダのエンドウ豆のスープ

夕食は国際的に標準の時間より早く供され、夕方6時頃に開始する。旧式のオランダの夕食は1つの質素なコース、豆またはジャガイモ、肉と野菜からなる。伝統的にジャガイモと多くの野菜と、小量の肉とグレイビー、またはジャガイモと野菜シチューが供される。典型的な伝統的オランダ料理にはスタンポット（他のマッシュした野菜と混ぜたオランダのマッシュポテト）とエンドウ豆のスープ (Pea soup) が添えられる。添え料理として供される野菜シチューには例えばローデコール・メット・アペルチェ（rodekool met appeltjes、赤キャベツとリンゴ）、またはローデ・ビーテン（rode bieten、テーブルビート）がある。シチューでは通常香辛料のローリエ、ジュニパーベリー、クローブおよび酢が使われる。シチューには、ターフェルジュール（Tafelzuur、ミックスピクルス）や、ジュール・ズルト（zure zult、ヘッドチーズ (Head cheese) ）やストーフペーレン（stoofperen、洋梨の甘煮）が添えられる。諸外国料理の流入により伝統的な食事の人気は失われている。スタンポットは伝統的に冬に食される。
前菜がある場合、通常スープが供される。コースの最後は甘いデザートであり、伝統的に加糖ヨーグルトや薄いミルクプリン、ヴラ（Vla、牛乳とカスタードで調理）が供される。
以下の料理は一般労働者の食事として歴史的に発生した料理である。17世紀から19世紀の労働者は農地または工場の暖房のない部屋で10から16時間働いたため、これらの食事は労働者の活力を補給するように、非常にカロリーが高く栄養がある。
広く知られるオランダ料理は以下のとおり。
- ヒュッツポット：ジャガイモ、ニンジン、およびタマネギで作り、ルークワーストソーセージ（Rookworst、燻製ソーセージ）のようなじっくり調理した肉やベーコンのような肉料理に添える。伝説によると、この料理は侵略したスペイン軍の遺産であり、包囲されていたライデンが1574年に解放されたとき撤退した陣地内の鍋にシチューが残され、飢えた住民が最初に見つけた食べ物の1つがヒュッツポットである。ヨーロッパにジャガイモが伝わるまで、ヒュッツポットの材料はパースニップ、ニンジン、タマネギであった。
- アンダイビスタンポット（Andijviestamppot）：茹でたジャガイモと生のエンダイブをマッシュした料理で、賽の目に切って炒めたスペック（Speck、ベーコンの一種）を添えて供する。
- ヘーテ・ブリクセム（Hete bliksem、「熱い稲妻」の意味）：茹でたジャガイモと青リンゴで作り、ストロープ（シロップ）をかけて、または賽の目切りのスペックと混ぜ合わせて供される。
- ジュールコール・スタンポット（Zuurkoolstamppot）：ジャガイモとマッシュしたザワークラウト。炒めたソーセージまたはベーコンと共に供される。カレー粉、レーズン、またはパイナップルやバナナの薄切りを加えて異国風のスタンポットにする場合もある。
- ブーレンコール・スタンポット（Boerenkoolstamppot）：ジャガイモとカーリー（スコッチ）ケールを混ぜた料理で、グレービー、マスタード、およびロークウォルストを添えて供される。この料理、ブーレンコール・メット・ロークウォルスト（boerenkool met rookworst、「農家のキャベツと燻製ソーセージ」の意味）は、マッシュポテトにケールを混ぜて燻製ソーセージと共に食べる。ブーレンコール・メット・ロークウォルストは最も古く最も人気があるオランダ料理のひとつであり、ブーレンコールは1661年の料理本に載っている。1661年にはこの料理にマッシュポテトはまだ使われず、ケールと共にソーセージが供されていた。トウモロコシが不作な数年後ジャガイモが食料として普及したときに、この料理が普及した[6]。ブーレンコールには多くの炭水化物が含まれるため、寒い冬の日に人気の食事となった[7]。

ディナーテーブルに供されるもう一品は非常に濃厚なエンドウ豆のスープ、スネルトゥ（Snert）で、メインとしても前菜としても供される伝統的な冬の料理である。スネルトゥは非常に濃厚なとろみがあり、具には豚肉やロークウォルスト（燻製ソーセージ）の細切が入っており、スープというよりまるでシチューのようである。オランダのエンドウ豆スープのとろみは、「…よいエンドウ豆スープにはスプーンを立てることができる」と評される。この料理は、調理後に燻製したベーコンの一種であるカーテンスペック（katenspek）をトッピングしてバターを塗ったロッヘブロート（roggebrood、ライ麦パン）を添えて、供する慣習がある。このスープの肉はまた、ライ麦パンに乗せてマスタードを添えて食する。
肉料理には、ミートボールのヘハックトバレン（gehaktballen）、挽き肉ベーコン巻のスラーヴィンク(Slavink)、レバーソーセージとミートローフの一種であるバルケンブリー（Balkenbrij）がある。肉を炒めたり調理したバターで作るグレイビー（boterjus）もまた供される。この一種であるアイセル湖（オランダ中部に位置する浅い湖）のboter en eekはグレイビーに酢を加える。
もう1つの夕食のオランダ料理はパンネンクーケン（pannenkoeken、パンケーキの名前の派生元）であり、ポッフェルチェ（小さいパンケーキ）やスペックディック（spekdik、ベーコン入りの北部のパンケーキ）等の種類がある。ヴェンテルテーフィエス（Wentelteefjes、フレンチトースト）も同様である。ケーキの一種であるブローダー（Broeder）は、主に西フリースラントにおいて夕食で食される。
季節により、モッセレン（ムール貝）は非常に人気であり、通常フリート/パタート/パタット（Friet/Patat、フライドポテト）を添えて供される。
デザートにはフラー（Vla、バニラカスタード）やヨーグルトを出すことが多い。地域の料理、ブロードパップ（Broodpap）は古いパン、牛乳、バターおよび砂糖で作るパン粥である。
ヒリスミル・プディン（griesmeelpudding、セモリナ粉のプディング）、grutjespap、ハーグ風ブラフ（Haagse bluf）、 ハングオップ（Hangop、水切りヨーグルト）、ヤン・イン・デ・ジャック（Jan in de zak、「斑点のある犬」を意味するレーズン入り酵母パン）、カルネミルク粥（karnemelksepap、バターミルク麦粥）、ライスタブライ（Rijstebrij、ライスプディング）、クレンヒブライ（Krentjebrij、Watergruelとも呼ぶ）等のプディングや粥もある。

## 特別な日の料理

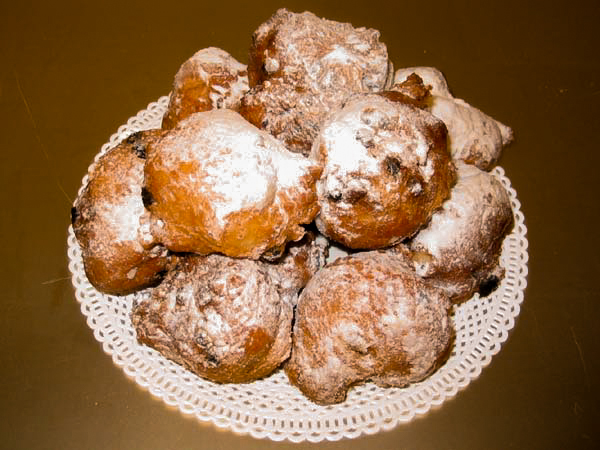
大晦日に食べるオランダの菓子、オリーボーレン

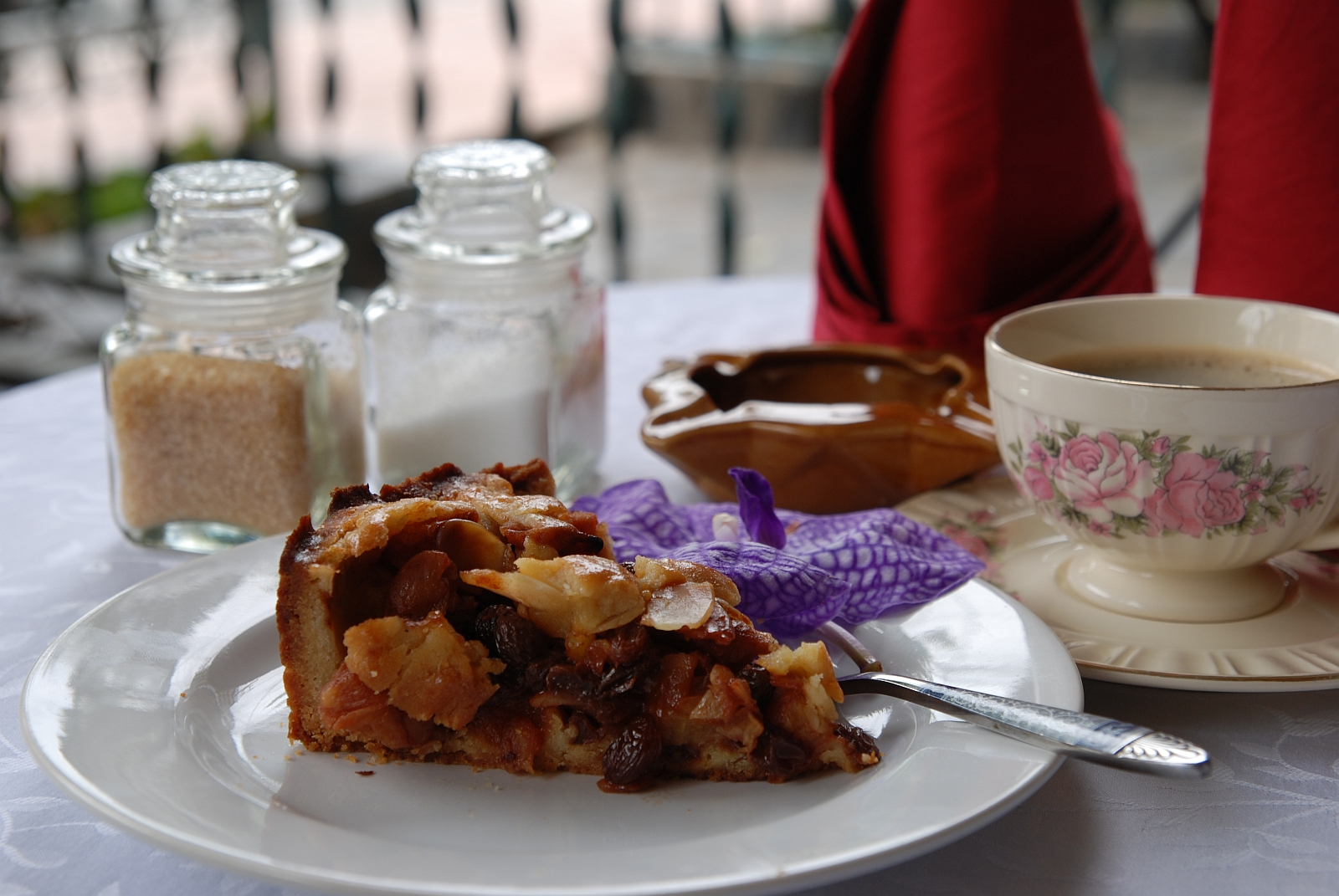
オランダのアップルパイ、Appeltaart

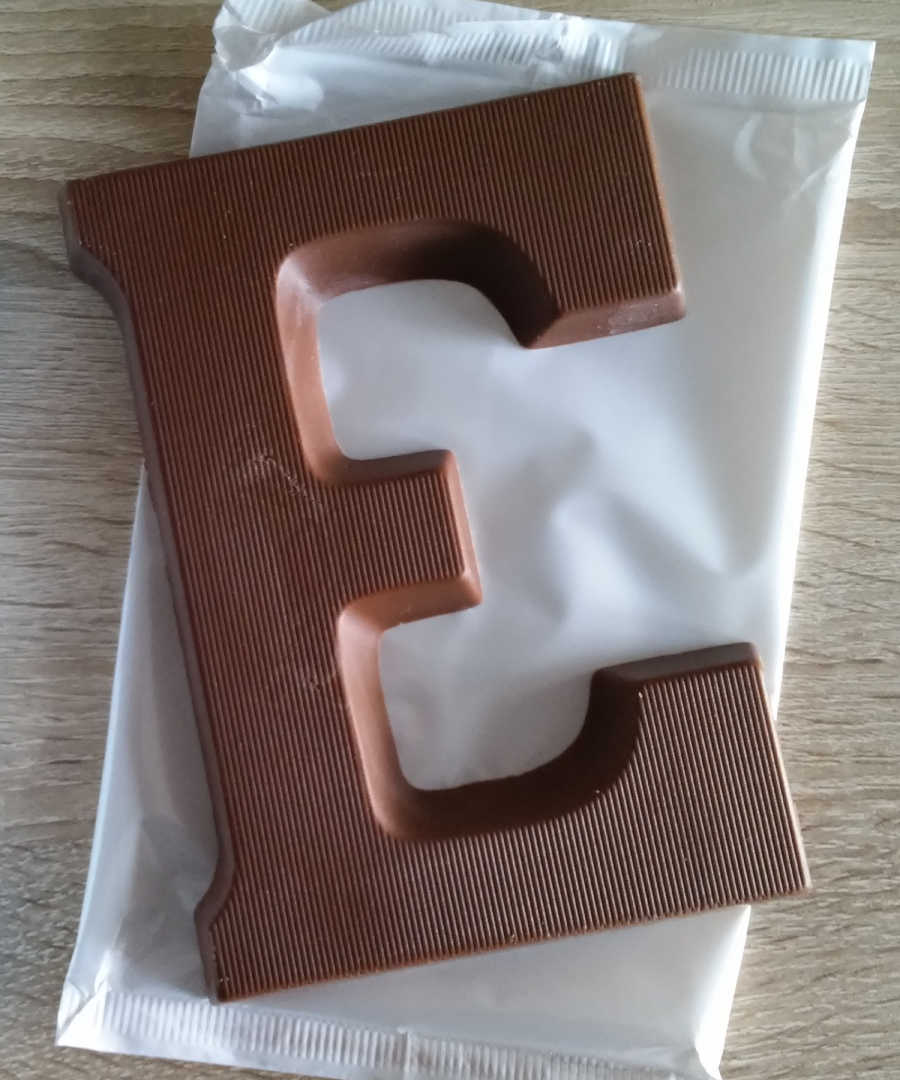
代表的なオランダ菓子のアルファベットチョコレートはシンタクラースのプレゼントとして子供の頭文字をチョコレートで作り贈られ、ズワルトピートかシンタクラース自身により煙突から投げれるとされる

特別な日には、通常様々な種類のお菓子を食べる。子供が産まれると、伝統的に若い両親は客に
ベスハウト・メット・マウシェス（Beschuit met muisjes、オランダの砂糖をまぶしたアニシードをのせたラスク）をふるまう。
オランダの祝祭、シンタクラース（Sinterklaas、聖ニコラス祭、ミラのニコラオスの聖名日を祝う）は12月5日であり、ミラのニコラオスが子供の靴にプレゼントを入れるという祝祭である。この祝祭にオランダでは温かいチョコレートミルクを飲み、スペキュラースのようなスパイス入りクッキーを食べる。この特別な菓子はミラのニコラオスの従者ズワルトピート (Zwarte Piet) が配ると言われている。ペーパーノート（Pepernoten、シナモン、コショウ、クローブ、ナツメグを混ぜたスパイスで作る生姜ナッツのようなビスケット）、ボーテルレテル（Boterletter）、バンケット（Banket、甘いアーモンドペースト (Almond paste) を焼き菓子に詰めて文字の形にする）、アルファベットチョコレート、マルチパン、ボルストプラート（Borstplaat、円盤型のフォンダン (Fondant) ）、および様々な種類のスパイス入りクッキー、ターイターイ（Taai-taai）、クラウドノーテン（Kruidnoot）やバンケットスターフ（banketstaaf）も配られる。
オランダのクリスマスは典型的な家族の祝日である。伝統的に、家族で「ケルストストル」（Kerststol、フルーツ入りレーズンパンで、アーモンドペースト入りが多い）のブランチを食べる。クリスマスディナーもまた家族行事であり、ローストポーク、ジビエまたは他のごちそうの肉が供される。もう1つの典型的なオランダのクリスマス料理の伝統は「グルメ」であり、グルメセット（小型フライパンのコンロつきの小さなテーブル）を囲んで座る。各自が小さなフライパンで様々な肉、魚、エビや細切れ野菜を料理し、サラダ、果物およびソースが添えられる。
大晦日には、オランダの家からはオリーボーレン、アッペルフラッペン（Appelflappen、アップルパイ）、アップルベニエ（Appelbeignets、リンゴ輪切りのフリッター）を揚げる高温の油の香りがする。酵母生地のボールは、具なしまたは果物の砂糖漬け、刻んだリンゴ、レーズンやスルタナ (Sultana) 入りで粉砂糖をふって供される、大晦日のごちそうである。オランダ人はオリーボーレンをアメリカ合衆国にも伝えたが、現在は少々異なる形でドーナッツとして知られている。リンブルフ州では大晦日にノネヴォット（Nonnevot）が供され、ほとんどが祝祭中に食される。新年には、特に北部の州でKniepertieを食べる習慣がある。
誕生日には、アッペルタールト（アップルパイ）、ボケポーチェス/ボッケンポーチェス（Bokkepootjes、雄山羊の脚の意味）、ボッシェ・ボル、dikke koek、クリームケーキ、Fryske dúmkes、Gevulde koek（アーモンドペースト入りクッキー）、フローニンゲンクック、Janhagel、Ketelkoek、Kindermanstik、Krakeling、Krentenwegge（レーズンパン）、クラウドクック、リンブルフスフラーイ（Limburgse vlaai）、Ouwewijvenkoek、Peperkoek（ジンジャーブレッド）、Rijstekoek（ライスケーキ）、スペッククック（Spekkoek、インドネシア発祥）、シュプリッツ（Sprits）、トンプース (Tompouce) 、トロンメルクック（Trommelkoek、ドラムケーキ）、ビタークッキー（Bitterkoekje、マカロン）、Kletskop、ストロープワーフェルといった、様々な種類のケーキとクッキーを食べる。ポッフェルチェは小さく膨らんだパンケーキで、出来立ての上にバターを溶かし、粉砂糖をかけて特別な日に供される。これらは牛乳、チョコレートミルクやヨーグルトドリンクなどの飲み物と共に供される。オランダのカフェテリアではどこでもポッフェルチェが販売され、オランダではポッフェルチェ屋台（Poffertjeskraam）と呼ばれる。ポッフェルチェは夕食後のデザートや甘味の昼食として食される。

### 菓子

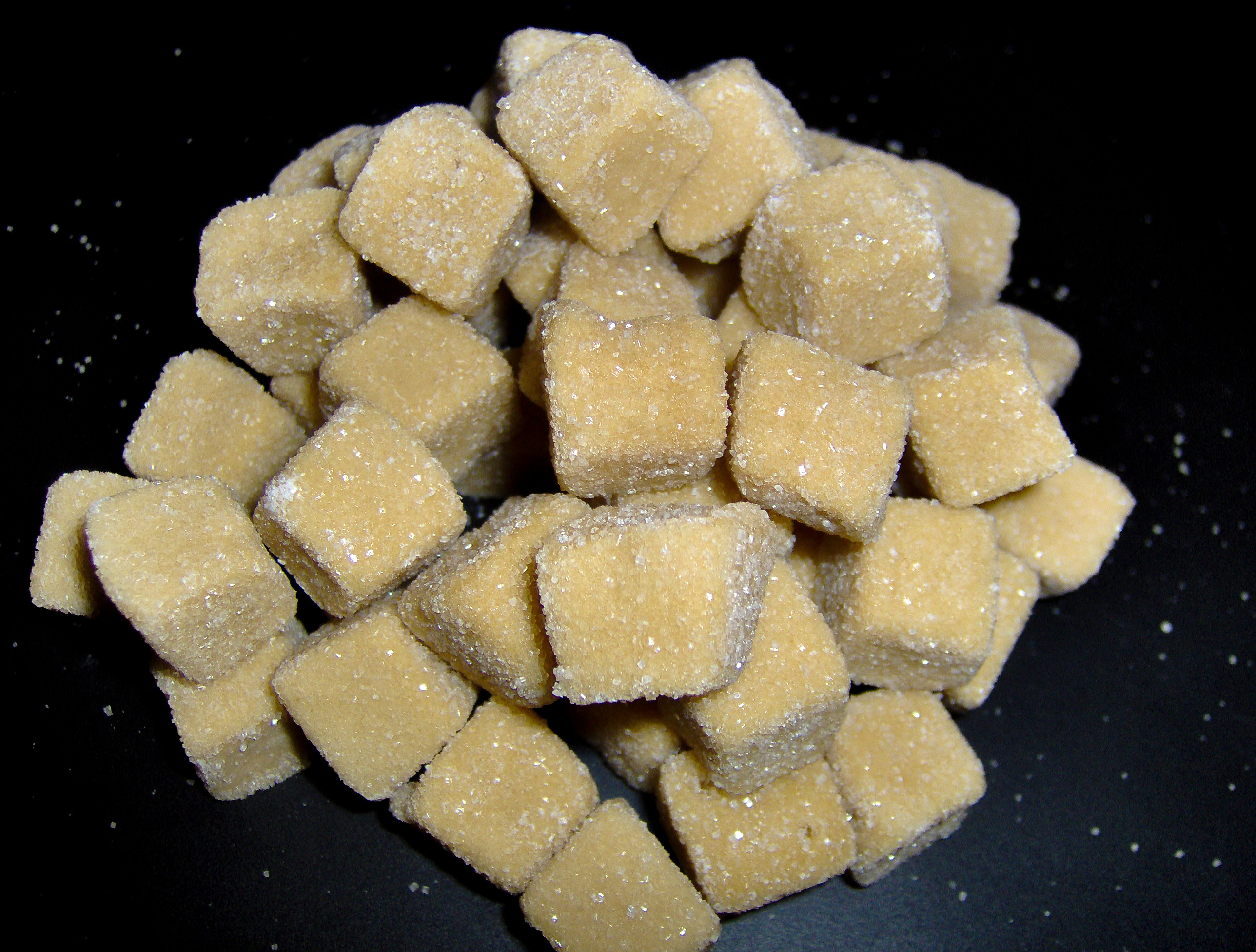
オランダのリコリス菓子の一種、Griotten

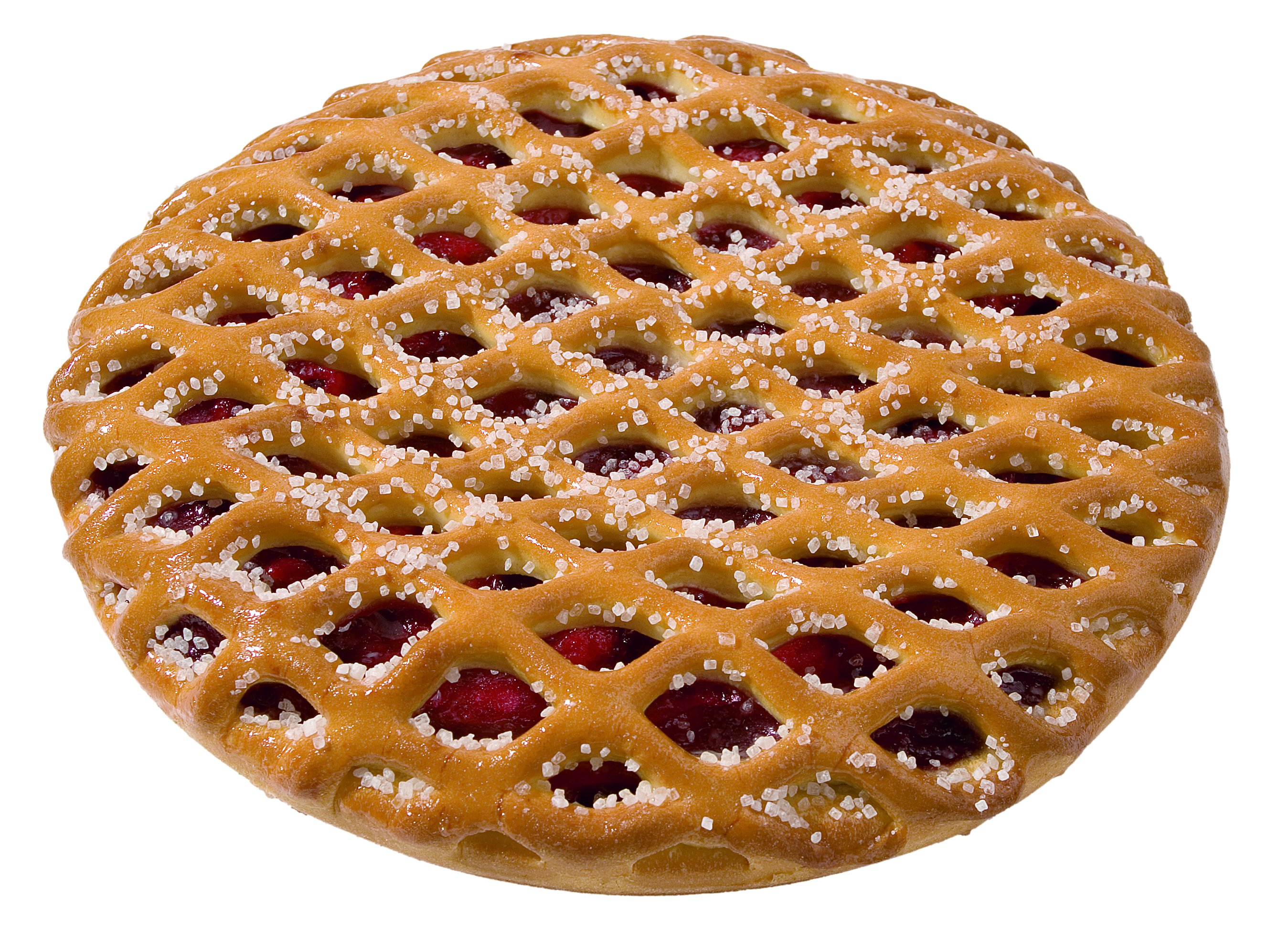
チェリーフラーイ

有名なオランダの菓子の1つはサルミアッキのZoute dropおよびリコリス菓子である。リコリス菓子（ドロップ、Drop）には、柔らかく甘いもの、柔らかい塩味、堅く甘いもの、堅い塩味の4種類がある。ドロップは店や薬局で販売され、喉痛や胃痛への薬効がある。オランダのドロップは様々な形状や食感のものが販売される。ドロップには甘いものや塩味（または強い塩味）がある。味付けには、ココナッツフォンダン（Engelse drop）、蜂蜜（Honingdrop）、ミント（Muntdrop）、サルミアッキ（Salmiakdrop）、ローリエ（Laurierdrop）がある。典型的な形は菱形、卵形、長方形、コイン型である。蜂蜜ドロップは蜂の巣型も多い。車（Autodrop）や家畜と農器具（Boerderijdrop）等テーマ別の特産ドロップを作る工場もある。
もう1つの有名なオランダの菓子はストロープワーフェル（「ストロープ」はシロップの意味）である。ワッフル焼き機で作ったワッフル生地を薄く2枚に切り、間に薄いキャラメルシロップ（ストロープ）を挟む。砕いたヘーゼルナッツをストロープに混ぜたり、ワッフル生地にシナモンを加える場合もある。
オランダの名物菓子の1つ、フラーイは酵母生地で作って果物（リンゴ、アンズ、パイナップル、プラム）やベリーのフィリングを詰めた菓子である。その他の材料にはカスタードやルバーブがある。ライスクリームを詰めたライスフラーイもまた作られる。更に果物、ホイップクリームやチョコレートを飾ることもある。

## アルコール飲料
オランダ料理ではワインの役割は控えめであり、ビール、主にラガーや強いアルコール飲料には多くのブランドがある。最も有名なオランダビールは、西部のハイネケンと東部のフロールシュである。伝統的に、北ブラバント州とリンブルフ州には（ベルギーと異なり）様々な種類のアルコール度数の強いビールがある。しかしながら、20世紀に大手醸造所は多くの小規模醸造所を引き継いだり、販売停止したブランドのライセンス供与を受けたりした。また、Beerenburg蒸留酒が有名な、様々なビターがある。強いリキュールにはジェネヴァ（ジン）とブランデヴェイン（ブランデー）、またKandeel（白ワインで作る）、Kraamanijs（アニシードで作るリキュール）、Oranjebitter（オレンジブランデーの一種で、王室関連の祝祭で供される）、アドヴォカート、Boerenjongens（ブランデヴェイン漬けレーズン）、Boerenmeisjes（ブランデヴェイン漬けアンズ）がある。

## ファストフード

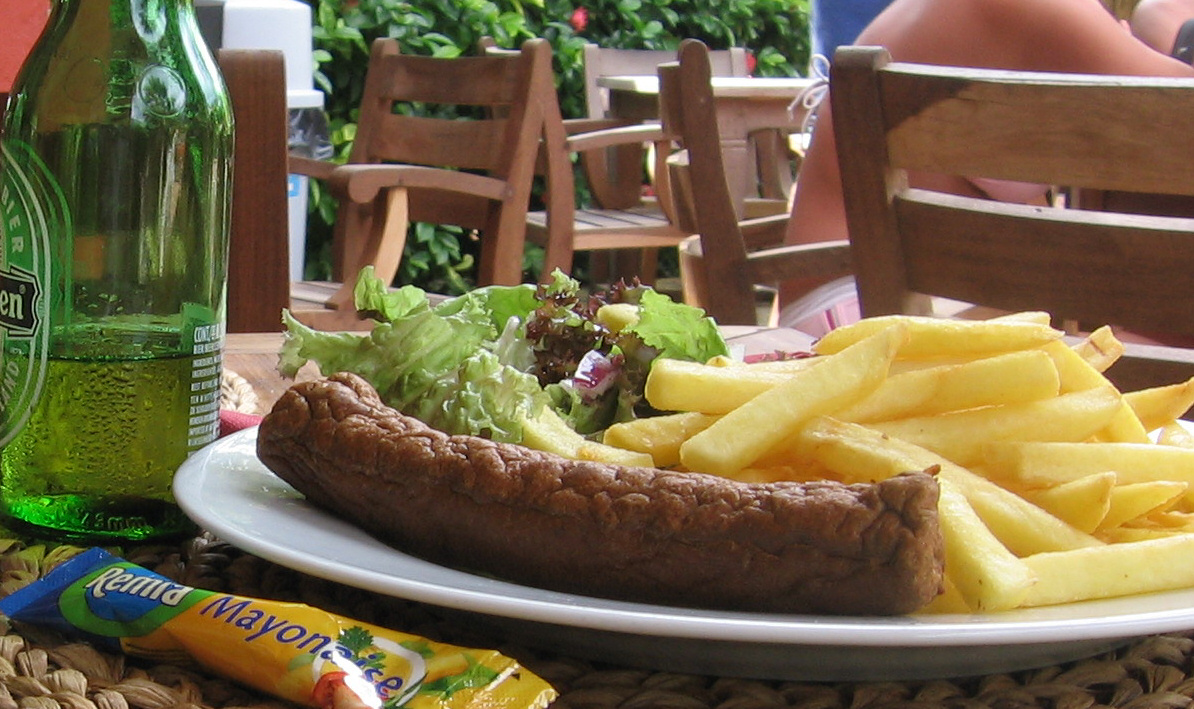
フリカンデルのフライドポテト添え

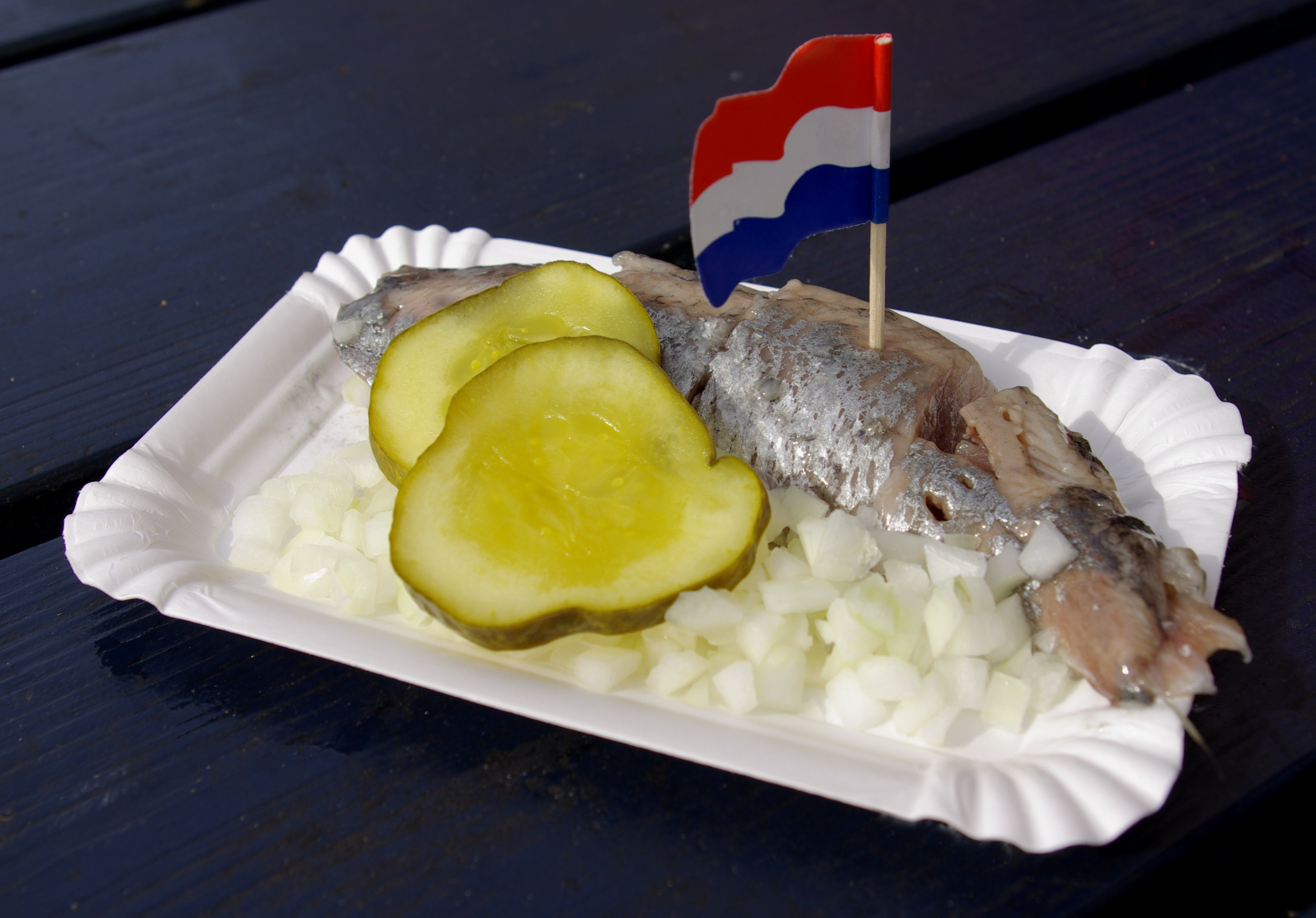
「できたての」生のハーリング、Hollandse Nieuwe

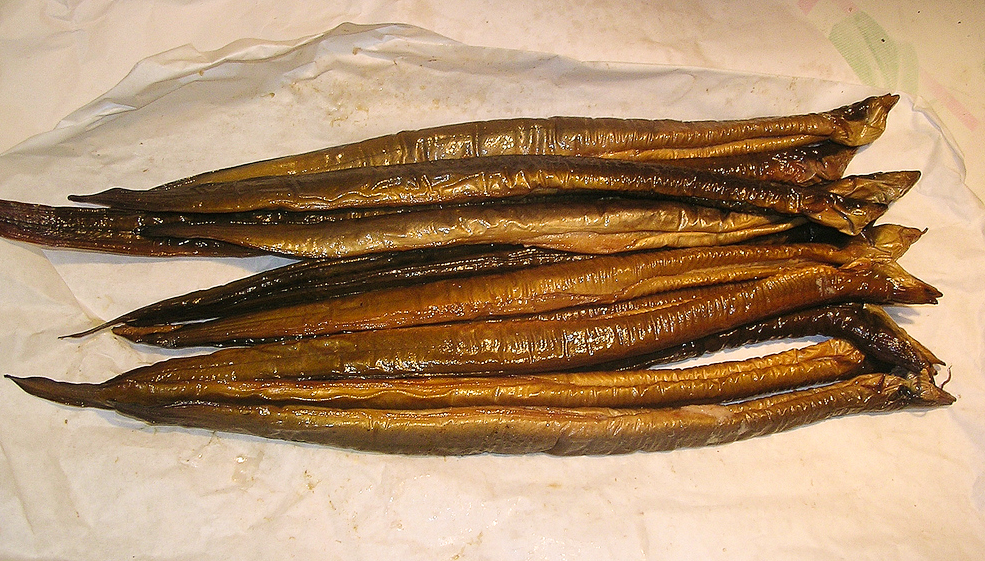
ウナギの燻製、Gerookte paling

オランダには独自のファストフードがあり、軽食店（Snackbar）で販売している。オランダのファストフードはフライドポテト（パタートと呼ばれる）、ソースと肉料理からなることが多い。フライドポテトにつける人気のソースはマヨネーズ（甘い低脂肪の代替品はFritessausと呼ばれる）であるが、ケチャップ、香辛料入りケチャップ、ピーナッツソース、ピカリリー (Piccalilli) に似た刻み野菜と香辛料のレリッシュもある。異なるソースの組合わせのスペシアル（スペシャル）として有名なマヨネーズに香辛料入りケチャップと刻みタマネギ、Oorlog（「戦争」の意味）と呼ばれるマヨネーズとピーナッツソース、場合により刻みタマネギを添えてフライドポテトが供される場合がある。全く新しく追加されたオランダのファストフードはカプサロン（Kapsalon、「床屋」の意味）はシャワルマ (Shawarma) またはドネルケバブ、フライドポテト、サラダ、チーズ、および様々なソースからなる。この料理は、最初の（パタータ）カプサロンがロッテルダムび床屋の主人が注文した昼食であったため名付けられた。
肉は通常、揚げて調理する。これにはフリカンデル（Frikandel、皮なし挽き肉ソーセージを揚げた料理）やクロケット（肉のラグーにパン粉をまぶして揚げた料理）がある。
クロケットのより小さく丸い料理、ビターバレン（Bitterballen）は軽食として、店先や公式なレセプションでマスタードを添えて供される。地方の軽食には北部と東部のEierbal（卵とラグーの組合わせ）、ブラバント・ヴォルストブローチェ（Brabants worstenbroodje）、より一般には、少し香辛料を加えたソーセージ肉をペイストリーに入れて焼いたSaucijzenbroodje（イギリスのソーセージロール、Pigs in a blanketに似た料理）がある。
その他の軽食には、インドネシア由来のバーミーハップまたはバーミーセイフ（BamihapまたはBamischijf、ミーゴレンを円盤形にしてパン粉をまぶし揚げた料理）、ナシバル（Nasibal、ナシゴレンを丸めてパン粉をまぶして揚げた料理）、およびカーススフレ（Kaassouflé、チーズスフレ、中に少しチーズを入れたパフ・ペイストリー生地を揚げた、ベジタリアンに人気の料理）がある。
ほとんどの肉料理は安価な肉を材料に工場で作り冷凍して軽食店に供給される。フライドポテトは異なる温度で2度揚げする必要がある。多くの場合、フライドポテトは冷凍して供給され1回揚げる。軽食店では、例えば豚バラ肉薄切りをパン粉で揚げた料理のように、店頭で調理する料理が注文されることがある。

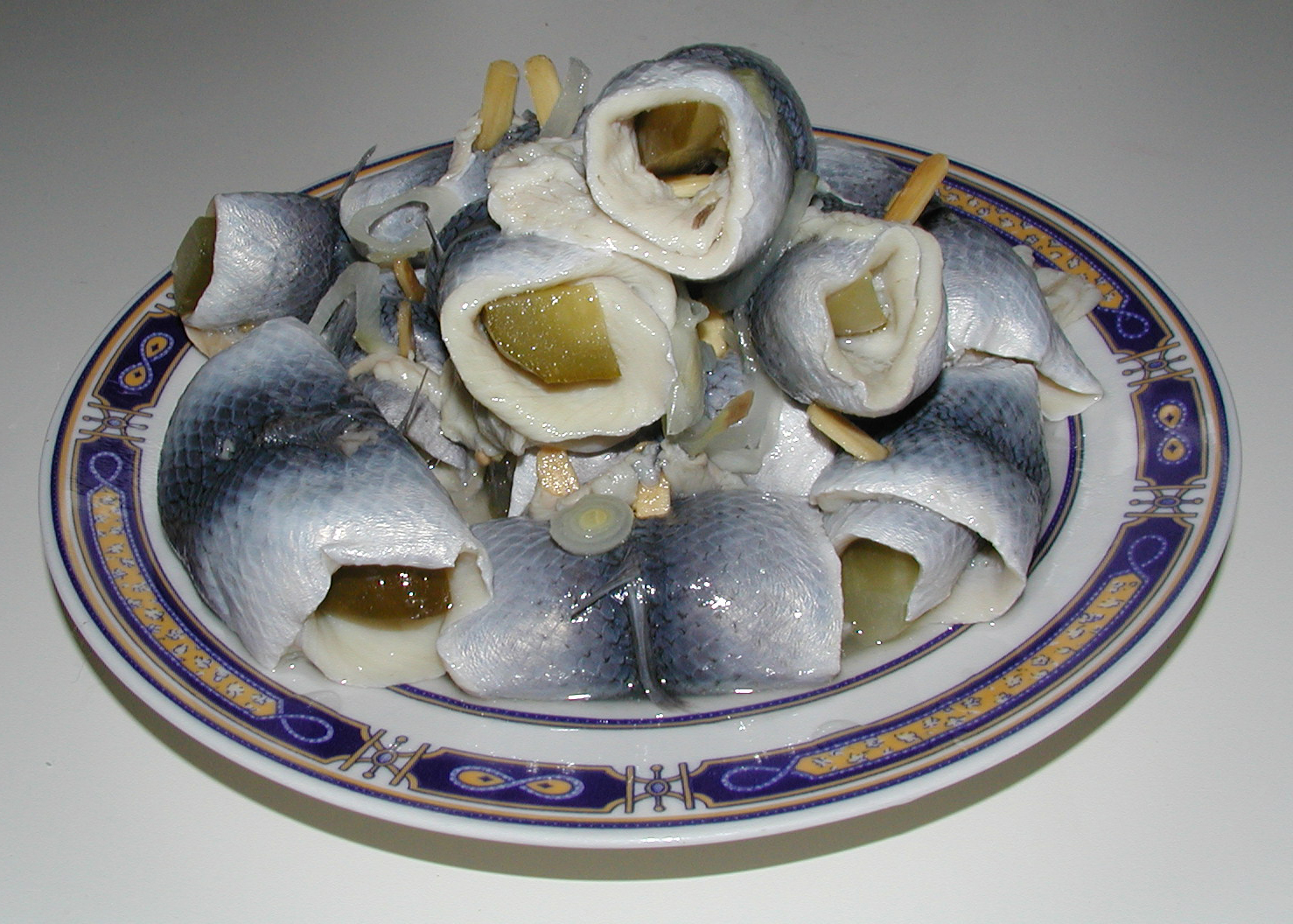
ニシンの酢漬け、ロルモップス

その他の種類のファストフードは魚料理である。これにはハーリングがあり、市場で販売し食される（刻みタマネギとピクルスが添えられることが多い）。ニシンの尾を持って持ち上げ上を向いて食べるか、より上品にパンに乗せて食べる。他の魚の軽食はキベリン（タラを一口大にぶつ切りして揚げた料理）、レッカーベッキェ（Lekkerbekje、イギリスのフィッシュ・アンド・チップスに似ているが、香辛料で上品に調味して衣がより天ぷらに似たタラの揚げ料理）、ウナギの燻製、およびニシンの酢漬けロルモップス (Rolmops) がある。

## 日本に伝わったオランダ料理
江戸時代に長崎・出島から伝わった料理。
後に独自の日本料理になった料理もある。
主な料理
天ぷら